# Miroslav Křtěn
Miroslav Křtěn (1925/6 – 7. července 1985 Strakonice) byl český fotbalový brankář.

## Hráčská kariéra
V letech 1944–1949 hrál za SK/Sokol Roudnice nad Labem. V I. československé lize chytal za Armaturku Ústí nad Labem v ročníku 1952. Z Ústí nad Labem odešel do Spartaku ČZ Strakonice.

### Prvoligová bilance
| Ročník             | Zápasy | Góly | Minuty | Nuly | Klub                         |
| ------------------ | ------ | ---- | ------ | ---- | ---------------------------- |
| I. liga 1952       | 21     | 0    | –      | –    | ZSJ Armaturka Ústí nad Labem |
| CELKEM I. ČS. LIGA | 21     | 0    | –      | –    |                              |